# 덩자쿤
덩자쿤(중국어 간체자: 邓佳坤, 정체자: 鄧佳坤, 병음: Deng Jiakun, 1994년 11월 29일 ~ )은 중국의 가수, 음악가, 배우이다.

## 음반
- 《첫 번째 계절/D1季/The First Season》 - 2012
- 《I'm in love》 - 2016
- 《월셋방의 꿈/出租屋的梦想/Dreaming in the House》 - 2016

## 출연 영화
- 《结婚狂响曲》 - 2012
- 《작업남녀/星岛之恋/Love Of Star Island》 - 2017